# Stig Dagerman
Stig Halvard Dagerman (ur. 5 października 1923 w Älvkarleby, zm. 5 listopada 1954 w Enebyberg, gmina Danderyd) – szwedzki pisarz, jeden z najważniejszych prozaików szwedzkich XX w.

## Życiorys
Poprzez swojego ojca Dagerman związał się z ruchem anarchistycznym oraz syndykalistycznym, m.in. dołączając do Syndykalistycznej Federacji Młodzieży. W wieku dziewiętnastu lat został redaktorem młodzieżowej gazety Storm, a w wieku dwudziestu dwóch lat został redaktorem kulturalnym Arbetaren („Robotnik”), wówczas codziennej gazety anarchosyndykalistycznej Centralnej Organizacji Szwedzkich Robotników. W intelektualnej atmosferze świata prasy poznawał innych pisarzy i polubił pisanie artykułów polemicznych. Oprócz  nich, Dagerman pisał również wierze, z których wiele było satyrycznych, komentując bieżące wydarzenia. Gazetę „Arbetaren”  nazwał potem swoim „duchowym miejscem narodzin”.
Zadebiutował powieścią Ormen w 1945. Dzieło to, opowiadające o okresie drugiej wojny światowej oraz lęku nią wywołanym, wzbudziło ogromny zachwyt wśród szwedzkich krytyków. W kolejnej książce, Wyspa skazańców (1946), znikają dawne realistyczne ramy powieści, zastępuje je krajobraz strachu oraz koszmaru, przedstawiony przy pomocy silnie metaforycznego oraz lirycznego języka. Tak jak Ormen, Wyspa skazańców stanowi hołd dla pozbawionej iluzji świadomości oraz egzystencjalnych i społecznych warunków współczesnego człowieka.
W swojej najważniejszej oraz najpopularniejszej powieści Bränt barn (1948), a także Weselnych kłopotach (1949), nawiązuje z kolei do przeżyć w środowisku robotniczym i wiejskiej atmosfery z okresu dzieciństwa.
Dagerman pisał również reportaże – najbardziej znany nosi tytuł Niemiecka jesień (1947).
Cierpiał na depresję, w 1954 roku, w wieku 31 lat, popełnił samobójstwo. Jego żoną była szwedzka aktorka Anita Björk. Miał jedną córkę Lo Dagerman (ur. 1951).

## Wybrana twórczość
- Ormen (1945)
- Wyspa skazańców (1946) – przełożyła Anna Topczewska (2010)
- Tysk höst (1947) – Niemiecka jesień przełożyła Irena Kowadło-Przedmojska (2011)
- Poparzone dziecko (1949) – przełożyła Justyna Czechowska (2020)
- Weselne kłopoty (1949) – przełożyła Maria Olszańska (1978)